# Roberto Marcelino Ortiz
Jaime Gerardo Roberto Marcelino María Ortiz (Buenos Aires, 24 de septiembre de 1886-15 de julio de 1942) fue un abogado y político argentino, diputado nacional por la entonces Capital Federal entre 1920 y 1924, ministro de Obras Públicas entre 1925 y 1928, ministro de Hacienda durante 1936 y 1937 y presidente de la Nación Argentina entre el 20 de febrero de 1938 hasta su renuncia el 27 de junio de 1942.
Ortiz perteneció a la Unión Cívica Radical (UCR) primero, y luego a la Unión Cívica Radical Antipersonalista (UCRA), la que a su vez fue el principal partido de la coalición conocida como la Concordancia, que tomó el poder de manera ilegítima en 1932, como continuación del golpe de Estado y la dictadura que derrocó al gobierno constitucional de Hipólito Yrigoyen. Ortiz sucedió en la presidencia al general Agustín P. Justo, de su mismo partido, en una elección fraudulenta. Durante su gobierno intentó impulsar, sin resultado, reformas que permitieran restablecer un régimen menos fraudulento durante la denominada «Década Infame». Con ese objetivo decretó la intervención la provincia de Buenos Aires, gobernada por el entonces caudillo demócrata (conservador) Manuel Fresco, quien integraba también la coalición gobernante.
Dos años después de haber asumido como presidente, Ortiz enfermó seriamente de diabetes, por lo que debió solicitar licencia ante el Poder Ejecutivo el 3 de julio de 1940, siendo reemplazado interinamente por el entonces vicepresidente Ramón S. Castillo. Finalmente, tras quedar completamente ciego, el 27 de junio de 1942 presentó su renuncia definitiva, asumiendo Castillo la presidencia. Dieciocho días después de su renuncia, falleció a los 55 años.

## Biografía
Roberto Marcelino Ortiz nació el 24 de septiembre de 1886 en Buenos Aires en el seno de una familia de inmigrantes vascos, su padre Fermín Manuel Ortiz nacido en Zalla, Vizcaya y su madre Josefa Lizardi oriunda de Yanci, Navarra. Sus padres habían emigrado a Argentina en 1870.  Tuvieron cuatro hijos, Pedro Alberto, Dolores Marcelina, Roberto Marcelino y Josefa Iñiga María Cristina. Su padre estableció la estancia El Comercio sobre tierras que fueran de la antigua estancia San Juan. 
Roberto cursa sus estudios primarios en el Colegio Rollin y los secundarios en el Instituto Libre de Segunda Enseñanza, ambas instituciones laicas. Finalizado su bachillerato, ingresa en el año 1903 en la Facultad de Medicina de la Universidad de Buenos Aires, carrera por la que siente gran inclinación, pero, como consecuencia de la insistencia de sus correligionarios radicales, decidió cambiarse a derecho.
Ortiz se unió a la Unión Cívica Radical hacia finales de 1904 con escasos 19 años cuando recién comenzaba su carrera universitaria en medicina. El 4 de febrero de 1905 tomó activa participación en la fallida Revolución de 1905, liderada por Hipólito Yrigoyen, a quien acompañó cercanamente durante aquellos días, y que fuera apresado por ello. En esa temprana experiencia política y universitaria conoció a José Tamborini, Mario Guido, Miguel Mario Campero y otros jóvenes radicales.
Luego decidió estudiar Derecho ante la insistencia de sus correligionarios, graduándose como abogado a los 22 años en el año 1909. Ni bien recibido consiguió trabajo en los ferrocarriles –primero, en el Pacífico, y luego en el Oeste–, además de atender los negocios en el estudio de su padre Fermín Ortiz & Cía. Sus clientes eran en su mayoría vascos del interior de la Provincia de Buenos Aires.
En el mismo año de 1909, Ortiz firma un manifiesto, junto a otros importantes hombres como Leopoldo Melo, donde se cuestionaba la estrategia abstencionista e intransigente de Yrigoyen con relación a la política nacional. Durante aquellos años fue tejiendo relaciones en los círculos políticos de la juventud radical y supo construir una sólida amistad con Tomás Le Bretón durante la primera campaña presidencial de Yrigoyen en 1916. 
En el año 1912 contrae matrimonio con María Luisa Iribarne (1887-1940), hija del vasco-francés Francisco Iribarne y Benigna Catalina Daubert, y con quien tuvo a sus tres hijos: María Angélica, Roberto Fermín y Jorge Luis.

## Comienzos en la política

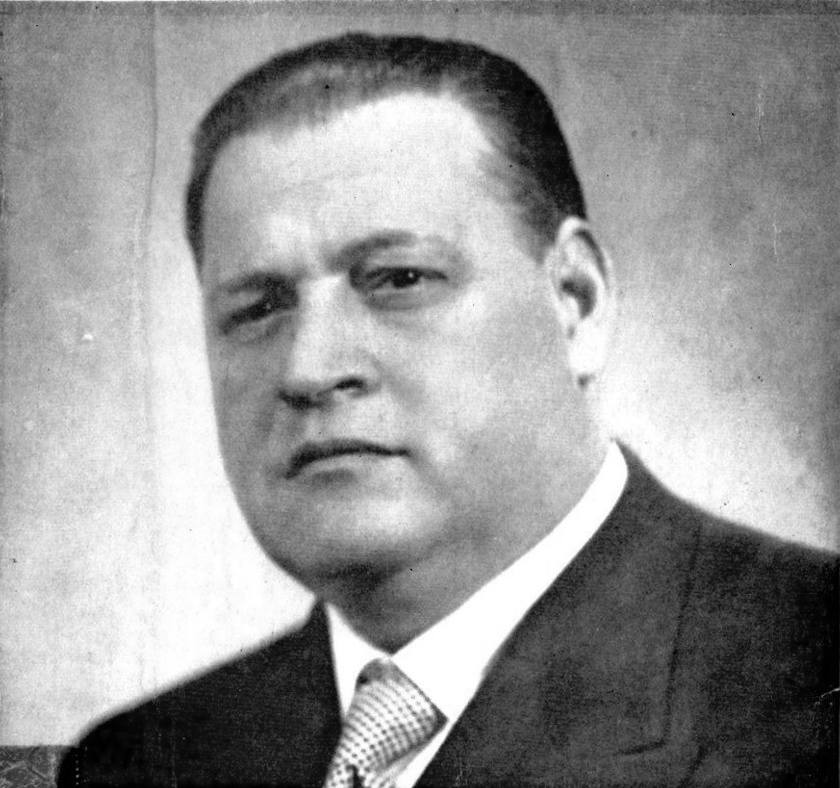
Retrato de Ortiz en su libro, publicado en “Ideario Democrático” (1937).

Durante 1918 accedió a su primer cargo electivo como concejal en la Capital Federal donde supieron convivir radicales, socialistas, y comunistas. Esos años iniciales fueron centrales para la formación de un político “neto” llegando incluso a ocupar la presidencia del comité seccional en Recoleta, en 1919, un cargo eminentemente partidario del cual estuvo orgulloso durante toda su vida.
Su trayectoria fue ascendente y prolija. En marzo de 1920 fue electo diputado nacional por la Capital Federal, banca que ocupó hasta 1924, desempeñando también durante aquellos años un cargo honorario en la Comisión Nacional de Casas Baratas. En su mandato como diputado, Ortiz presentó treinta y cuatro proyectos de ley que en su mayoría fueron sancionados y se especializó gradualmente en finanzas y economía. Esta primera experiencia legislativa lo vinculó con algunos radicales que se oponían crecientemente a la política de Yrigoyen y fueron llamados “principistas” o “grupo azul” orientados a la anulación de la hegemonía que quería imprimir el Poder Ejecutivo.
En 1924 el presidente Marcelo T. de Alvear lo designó administrador de Impuestos Internos, en momentos en que Ortiz también integraba el consejo directivo del diario La Acción, principal diario del radicalismo opositor a Yrigoyen. Durante esta gestión se consolidó su pertenencia al “grupo azul” o antipersonalista y se identificó políticamente con Vicente Gallo, Fernando Saguier, Arturo Goyeneche, José Tamborini y Leopoldo Melo. En ese mismo año Ortiz forma parte de la fundación de la UCR Antipersonalista.
Al poco tiempo, en enero de 1925, y en el marco de una reorganización ministerial, el presidente Alvear lo promovió a ministro de Obras Públicas en un momento en que los sectores “gallistas” (vinculados a Vicente Gallo) conquistaron posiciones y luego de que José Tamborini se hiciera cargo del ministerio del Interior. Durante su gestión se remitieron al Congreso diversos proyectos de ley, entre otros, de vialidad, de los Ferrocarriles del Estado; se establecieron los planes anuales de Obras Públicas y se estudió el problema camionero; además de llevarse a cabo importantes proyectos de infraestructura. Como ministro desarrolló una gestión exitosa y ordenada y quizás uno de sus mayores logros haya sido la rebaja de las tarifas ferroviarias, especialmente a sectores de producción agropecuaria y orientada a las empresas que manejaba el capital británico. Pero también el paso por la administración pública lo vinculó con empresarios y dirigentes sindicales.
Algunas obras que se pueden destacar durante su gestión al frente del ministerio fueron: puertos de Buenos Aires –en especial en Puerto Nuevo– y en Mar del Plata, Quequén, Deseado, La Plata, Comodoro Rivadavia y Bahía Blanca; se establecieron también embarcaderos flotantes y los pequeños puertos del Paraná y Uruguay, como así el de aguas hondas de Diamante; obras sanitarias de la Capital Federal fueron ampliadas; se dio término al edificio central de Correos y Telégrafos, y a otras obras, tales como los diques San Carlos y Potrero de los Funes, y embalse La Ciénaga; las del dique del Neuquén y las de embalse del río Tercero fueron
adelantadas. Se terminaron 67 puentes y 562 caminos, y en cuanto a obras ferroviarias, se adjudicaron los trabajos correspondientes a las líneas de Metán a Barranqueras, de Formosa a Embarcación, de Córdoba a La Puerta y de San Juan a Jachal.
La vuelta de Yrigoyen a la presidencia en 1928 lo retrajo a la vida privada. Pese a su legalismo, Ortiz apoyó el golpe de Estado militar que derrocó a Yrigoyen el 6 de septiembre de 1930, pero repudió el intento de José Félix Uriburu por hacer un gobierno “corporativista” (inspirado en el fascismo de Mussolini en Italia), argumentando que ese modelo no estaba funcionando en Europa. 
En 1931, Ortiz reapareció en la escena pública. En ese año su militancia se reactivó a favor de la reorganización del radicalismo y fue uno de los dirigentes más entusiastas en alentar el regreso de Alvear, aunque siempre distanciándose del gobierno depuesto. En mayo fue firmante del manifiesto del Hotel City que unía a dirigentes de todos los sectores del partido aunque luego criticara dicha organización al estimar que “sólo se perseguía la salvación de los elementos del régimen depuesto, sin ningún propósito de arrepentimiento ni de renovación”. 
Sin embargo, cuando llegó el decreto del gobierno de Uriburu que prohibía las candidaturas de Marcelo T. de Alvear y Adolfo Güemes, estuvo junto a Gallo en aras de favorecer su asunción como presidente del partido y demostró ambiciones propias para ser el candidato a gobernador del radicalismo en la provincia de Buenos Aires. Se vio allí a un Ortiz “gallista” muy activo en el desplazamiento de los sectores personalistas, buscando incluso ocupar vacantes que el radicalismo personalista había dejado, y difundiendo artículos en La Nación en contra de Güemes.
Cuando asumió la presidencia Agustín P. Justo, en febrero de 1932, fue propuesto para el ministerio del Interior y el de Obras Públicas, aunque rechazó ambas carteras y retornó a la actividad profesional debido a la presión de su familia y a la necesidad de reconstruir su patrimonio personal. 
Reapareció dos años después hacia inicios de 1934 integrándose en la Concordancia y participando en la reorganización partidaria del antipersonalismo bonaerense aunque rápidamente se alejó de la política del distrito. Al año siguiente, a fines de 1935, fue convocado para ocupar el ministerio de Hacienda en reemplazo de Federico Pinedo. Su paso por Hacienda también fue ordenado dando muestras de manejo prolijo: allí equilibró el presupuesto, promovió la modificación a la ley de impuesto a los réditos; reorganizó la deuda externa por medio de un nuevo préstamo y se recuperó en forma notable el saldo de la balanza comercial.

### Elecciones presidenciales de 1937
Artículo principal: Elecciones presidenciales de Argentina de 1937

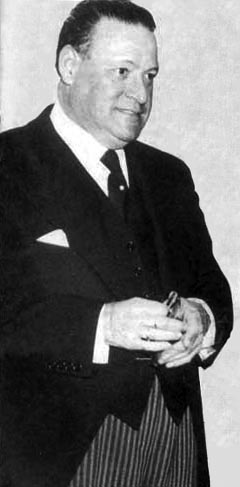
Roberto Ortiz a poco de asumir como presidente.

Para un mes antes de la reunión de la Concordancia, se había descartado ya toda duda de que Ortiz sería candidato, tal y como lo confirmó el senador Juan Ramón Vidal en una entrevista con el periódico santafesino El Orden el 13 de abril de 1937. La candidatura de Ortiz, sin embargo, continuó siendo polémica en los círculos conservadores. Sus consideraciones sobre la necesidad de restaurar, de manera progresiva, la pureza electoral en los comicios nacionales, desató críticas de parte del sector más duro de la Concordancia. El talentoso abogado apaciguó las tensiones en la convención de la Concordancia eligiendo como compañero de fórmula al legislador ultra conservador Ramón Castillo. Si bien este gesto pretendía ser simbólico, lo cierto es que más adelante influiría mucho, puesto que Ortiz padecía de diabetes tipo 2 avanzada, y su plan de gobierno favorable a la democracia caería al asumir Castillo la presidencia tras su muerte.
Durante el discurso radial emitido por Radio del Estado, Ortiz estuvo acompañado de su esposa María Luisa, quien también habló por radio (algo inédito en la historia argentina). En las elecciones presidenciales de 1937  fueron ganadas por la fórmula oficialista a través del fraude, como fue públicamente reconocido por propios y extraños, siendo la principal perjudicada la fórmula presidencia de la Unión Cívica Radical-Comité Nacional, integrada por Marcelo Torcuato de Alvear y Enrique Mosca.

## Presidencia (1938-1942)
Roberto Marcelino Ortiz asumió su presidencia el 20 de febrero de 1938. Si bien el programa de gobierno de Ortiz preveía la realización de obras públicas, asistencia social y temas de legislación obrera, entre otros, su obra gubernamental se vio interrumpida por dos motivos: la prioridad que tuvo la normalización institucional en su agenda institucional, y su enfermedad y posterior fallecimiento.
El presidente ratifica en el acto de asunción lo que había repetido en varias oportunidades durante su campaña: defensa y perfeccionamiento de la democracia. Dice durante su discurso: 

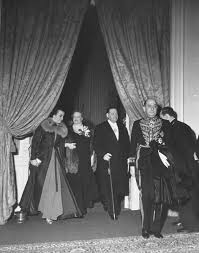
El presidente Roberto Marcelino Ortiz y su esposa, Luisa Iribarne, se retiran de una velada de gala en el Teatro Colón de Buenos Aires, con motivo de una fiesta patria. Año 1939, fotografía de la Revista "Life".

“Entiendo que la línea de conducta trazada por los hombres llamados a desempeñar un alto destino político debe ser una. La profesión de ideas, con anterioridad a los comicios, es franqueza debida al pueblo, para evitarle sorpresas o decepciones. Luego, desde la presidencia de la República, corresponde ser fiel a lo prometido desde la tribuna (...). Como candidato afirmé, como presidente ratifico mi fe en la democracia. Ello implica una promesa solemne de respeto por la libertad y las garantías que la Constitución consigna para el ciudadano”.

### Las intervenciones federales
El presidente Ortiz vio en las intervenciones federales un instrumento eficaz para llevar a cabo el objetivo central de su agenda de gobierno: combatir el fraude electoral. Entre las provincias que se aplicó se encuentran San Juan, Santiago del Estero, Catamarca y Buenos Aires.
Es también interesante observar que aquellas elecciones que no presentan irregularidades, casualmente otorgan el triunfo a la UCR, y no ameritan la intervención del presidente, como se observa en el caso de Tucumán (octubre de 1938 y marzo de 1939) y Córdoba (marzo de 1940).

### El escándalo de la venta de tierras de El Palomar
En abril de 1940 murió María Luisa Iribarne, esposa de Ortiz, lo que fue un golpe duro para el estado de ánimo del presidente, repercutiendo en su salud. Pasó su duelo recluyéndose en la residencia presidencial de la Calle Suipacha N° 1032, de la ciudad de Buenos Aires, durante  varias semanas. Al mismo tiempo, el estado de salud del presidente Ortiz, como consecuencia de su diabetes, comenzó a agravarse a principios de ese año, obligándolo a solicitar licencia en el ejercicio del poder el 3 de julio de 1940. 
Durante el periodo de su licencia médica al nofrente del Poder Ejecutivo estalló el escándalo por la venta de tierras del Palomar, a partir de la denuncia de una venta de terrenos destinados a la ampliación de la base militar ubicada en esa localidad de la provincia de Buenos Aires. Esta operación fue realizada por un intermediario, a precio sobrevaluado a fin de que los beneficios, una vez pagados los verdaderos propietarios, fueran repartidos entre funcionarios del Ministerio de Guerra. La suma había sido aprobada en el presupuesto promulgado por el Congreso para ese Ministerio, previo pago de sumas de dinero a diputados radicales y al presidente de la Cámara de Diputados y de la Comisión de Presupuesto. Esta denuncia fue fogoneada por el senador conservador, Benjamín Villafañe, y descubierta por el exgobernador de la provincia de Buenos Aires, Manuel Fresco, quien actuaba movido por el rencor como consecuencia de la intervención decretada por Ortiz a su gobierno. La denuncia ponía en tela de juicio la política moralizadora de Ortiz, pues este había firmado el decreto autorizando a concretar la operación de compra de las tierras a petición del Ministro de Guerra, el general Carlos Márquez.

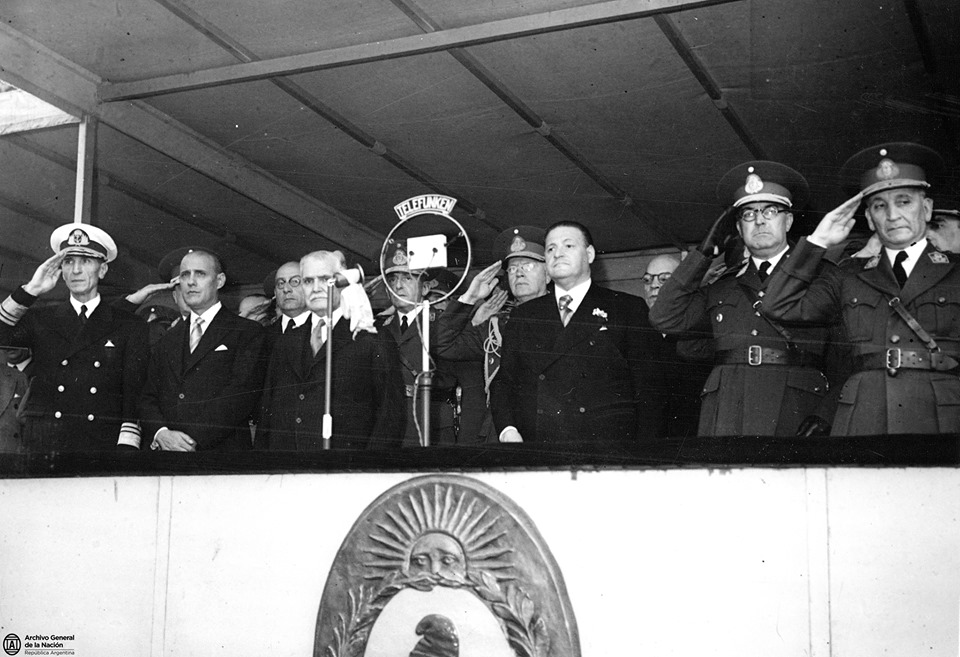
Roberto Ortiz en la inauguración del Hospital Militar Central.

La Comisión investigadora estuvo presidida por Alfredo Palacios, quien determinó la participación de los diputados involucrados y solicitó la formación de un juicio político al Ministro de Guerra, evitando solicitar el enjuiciamiento a Ortiz, que de realizarse provocaría una grave situación institucional,  debido a la posibilidad real de un retroceso en la política de lucha contra el fraude iniciada por el presidente.
Algunos de los sobornos pagados incluían a: Juan Káiser, presidente de la Cámara de Diputados entre 1938 y 1939, Gregorio Godoy, Presidente de la Comisión de Presupuesto y Hacienda, Diputado Miguel Aguirrezabala, diputado Víctor Guillot (que se suicidaría como consecuencia del escándalo), diputado José Bertotto y Agustín Echevarrieta, secretario de la Comisión de Presupuesto y Hacienda, General Alonso Baldrich. Fueron acusados de cohecho y negociaciones incompatibles con la función pública. La investigación buscó, sin suerte, a los poseedores de cerca de 500 000 pesos en títulos públicos que nunca aparecieron. Hubo intentos de juicio político contra el general Márquez que no prosperaron.
Inesperadamente, el presidente Ortiz presentó su renuncia a la Presidencia de la Nación, el 22 de agosto de 1940, a modo de protesta por el voto del Senado al informe presentado por la Comisión Investigadora, cuestionando las sospechas del informe sobre su Ministro de Guerra, lo cual era considerado por Ortiz como un ataque a su persona. Esta decisión también fue una estrategia política destinada a desactivar el avance de la investigación parlamentaria, envalentonada por los legisladores conservadores más duros. La Asamblea Legislativa rechazó la renuncia del presidente Ortiz el 24 de agosto de ese año por 170 votos contra uno, luego de una campaña de apoyo a su favor realizada por la Unión Cívica Radical, el Partido Socialista y la Concordancia, quienes consideraron a Ortiz como inocente de la acusación de complicidad en este escándalo. Esta votación fue considerada por Ortiz como un “pronunciamiento nacional” a su favor, anunciando su voluntad de proceder a reasumir la presidencia cuando su salud mejorara, proyecto político que contaba con el apoyo de la Unión Cívica Radical, hasta entonces presidida por Marcelo Torcuato de Alvear, la cual había resultado favorecida con un gran número de bancas en el Congreso en las elecciones legislativas de 1940, gracias a la política de limpieza electoral impulsada por Ortiz.

### Política internacional

#### La conferencia de Lima
En agosto de 1938 se reunió en Lima la octava conferencia panamericana. La delegación argentina fue presidida por José María Cantilo, ministro de relaciones exteriores. Los Estados Unidos propiciaban un pacto de seguridad colectiva de los Estados americanos, en previsión de lo que podría ocurrir dado el estado explosivo del mundo.

#### Río Pilcomayo
En junio de 1939 viajó a Buenos Aires el mariscal Félix Estigarribia, presidente electo del Paraguay, con el propósito de suscribir el protocolo relativo a los límites entre ambas naciones, fijados en el río Pilcomayo. Con ese motivo fue recibido oficialmente por Ortiz, siendo objeto de numerosos agasajos.

#### Visita de Baldomir
En 1939 se recibió la visita oficial del presidente de la República Oriental del Uruguay; general Baldomir, para renovar los acuerdos de amistad e intercambio con la Argentina. Fue recibido por Ortiz y se le tributaron cordiales homenajes.

### La guerra civil española
Artículo principal: Segunda Guerra Mundial
El gobierno de Roberto Marcelino Ortiz comenzó en un periodo complejo en el panorama internacional, cuyos hechos repercutían en la vida económica y política interna del país. En 1938, la guerra civil española estaba en pleno desarrollo, impactando en la numerosa colectividad española a lo largo y ancho del país. La división entre "nacionales" y "republicanos" españoles, tuvo su capítulo en la toma de posiciones de los partidos políticos y sectores sociales argentinos, convirtiendo a la cuestión en un tema de disputa entre "democráticos" y "totalitarios" o también entre "fascistas" y "anti-fascistas."  En 1938, el Gobierno argentino había enviado los destructores navales, ARA Tucumán (D-5), y ARA 25 de Mayo (C-2) a los puertos españoles para realizar la evacuación humanitaria, de los refugiados de uno u otro bando de la contienda, refugiados en la Embajada y los consulados argentinos en Madrid y Valencia. Este grado de involucramiento de la Argentina en el conflicto  respondía a los profundos vínculos entre la población argentina, mayoritariamente compuesta por inmigrantes españoles.

### Creación de Gendarmería Nacional Argentina
Nace Gendarmería Nacional (GN)
Durante la presidencia del Dr. Roberto M Ortiz, Gendarmería Nacional fue creada el 28 de julio del año 1938 por el Congreso Nacional. Las particularidades del territorio donde debía cumplir la misión y el carácter de ésta, determinaron que la Fuerza naciera como un Cuerpo con organización, formación militar y férrea disciplina, circunstancia que a la fecha se mantiene.
Esa es la génesis de su creación y el espíritu que los legisladores imprimieron en el proyecto que luego fue promulgado como Ley Nº 12.367: “contribuir decididamente a mantener la identidad nacional en áreas limítrofes, a preservar el territorio nacional y la intangibilidad del límite internacional”.
Su personal fue sujeto a un régimen disciplinario castrense, con estructura, capacitación, doctrina militar y formación jurídica que le permitiera cumplir funciones policiales en tiempo de paz, y en tiempo de guerra integrar el componente terrestre militar: Caso concreto, fue su participación en la Guerra de Malvinas en el año 1982.
La institución se encuentra enmarcada dentro de la Ley Orgánica Nº 19.349 que regula su organización, misión, funciones, jurisdicción y competencias, como el régimen legal de su personal.

### El estallido de la Segunda Guerra Mundial
El estallido de la Segunda Guerra Mundial, en septiembre de 1939, determinó que la Argentina se declarara neutral en el conflicto, respondiendo a la opinión pública mayoritaria que consideraba que el conflicto era ajeno al país, siendo más importante preservar el clima de armonía entre las diferentes colectividades de inmigrantes que componían la sociedad argentina. El 3 de septiembre de 1939, los representantes diplomáticos de Gran Bretaña y Francia comunicaron que sus países se consideraban en estado de guerra con Alemania. Para fijar su posición, el 4 de septiembre el gobierno del presidente Roberto M. Ortiz, emitió un decreto, declarando la neutralidad en el estado de guerra entre Francia, Gran Bretaña, Polonia y Alemania.
Para resolver los problemas internos creados por la situación de guerra en Europa y la observancia del decreto de neutralidad, el presidente Ortiz creó por decreto, el 14 de septiembre, una Comisión Interministerial. Esta estaba constituida por un representante de cada departamento, con sede en el Ministerio de Relaciones Exteriores, y presidida por el delegado del último.
No obstante, a medida que el conflicto internacional crecía y se expandía por los cinco continentes, la opinión pública argentina tendió a dividirse entre los bandos en pugna. La Caída de Francia en 1940, y el avance de las fuerzas nazis por el resto de Europa generó que diversos grupos políticos expresasen su simpatía hacia los Aliados, iniciando un debate público a través de organizaciones civiles como "La Junta de la Victoria", o la más activa en todo el país, la notoria "Acción Argentina", cuyo ideario era antifascista. Esta organización actuó en forma transversal a los partidos políticos y a las organizaciones sociales promoviendo la simpatía hacia los Aliados y la ruptura de relaciones diplomáticas con las Potencias del Eje.

#### Batalla del Río de la Plata
Artículo principal: Batalla del Río de la Plata
La Batalla del Río de la Plata fue la primera batalla naval entre buques ingleses y alemanes durante la Segunda Guerra Mundial. Además, fue el único episodio de la guerra desarrollado en América del Sur, en aguas territoriales uruguayas. 
La Argentina no contrajo ningún compromiso bélico o de beligerancia; sin embargo, la lucha armada alcanzó las aguas del Río de la Plata, cuando en diciembre de 1939, el Acorazado de bolsillo Admiral Graf Spee libró una batalla naval con buques británicos en las aguas del estuario. Acorralado y con el buque dañado, el capitán Hans Langsdorff ordenó el hundimiento de su propia nave, mientras la tripulación fue internada en la Argentina, en medio de la conmoción de la opinión pública argentina y uruguaya, que se prolongó con el suicidio de Langsdorff en el Hotel de Inmigrantes de Buenos Aires.

#### Judíos en Argentina
En 1920, aproximadamente 150 000 judíos vivían en la Argentina. A partir de 1928, oleadas de inmigrantes judíos llegaron desde Alemania y el resto de Europa, huyendo de las políticas antisemitas, especialmente durante el progresivo ascenso del Nacional Socialismo a inicios de los años 1930 y finalmente, el establecimiento del III Reich con la toma del poder de Adolf Hitler.
Pese a ciertas restricciones, Argentina fue el país latinoamericano que incorporó más refugiados judíos entre 1933 y 1948. Desde 1928 el país recibió alrededor de 45 000 judíos europeos, de los cuales probablemente la mitad ingresó de manera ilegal. En los tres años posteriores a la Segunda Guerra, cerrando la corriente inmigratoria judía, llegaron a la Argentina cerca de 8000 sobrevivientes de la Shoá.
Una de las medidas más controvertidas del mandato de Ortiz con relación al conflicto, fue la circular secreta antisemita firmada en 1938 por el canciller también radical José María Cantilo, que ordenó “a cónsules argentinos en Europa negar visados a 'indeseables o expulsados', en alusión a ciudadanos judíos de ese continente”.

### El oculista que envió Roosevelt
El presidente de los Estados Unidos conoce personalmente a Ortiz desde diciembre de 1936, cuando visitó Buenos Aires. Después del ataque japonés a Pearl Harbor en diciembre de 1941, Estados Unidos ya es un protagonista principal en la guerra y presiona sin sutilezas a los países hispanoamericanos para que se vuelquen de su lado. Argentina, sin embargo, mantiene una neutralidad que levanta sospechas de cercanía con las Potencias del Eje.
Roosevelt necesita que Ortiz vuelva a la presidencia, puesto que este era más apoyado por los sectores Pro-Aliados, por lo contrario, el vicepresidente Castillo era más apoyado por los sectores Pronazis, y para ello necesita encontrar la forma de devolverle la vista al presidente. Así, decide pedirle que viaje a Buenos Aires al mejor oftalmólogo de los Estados Unidos, con la consigna de que haga todo lo que esté a su alcance. 
En la tarde del lunes 11 de mayo de 1942 fueron recibidos en Buenos Aires el oftalmólogo español radicado en Estados Unidos Ramón Castroviejo y su secretaria, Gertrude Henchel. Finalmente, en una tensa junta médica realizada en la residencia de la calle Suipacha el 18 de junio, encabezada por Castroviejo, se decidió definitivamente que nada podía hacerse para intentar aliviar la situación de Ortiz.
Roosevelt hizo un último intento por ayudar a Ortiz, tal vez por cortesía o por simples razones humanitarias: el 22 de junio le envió un telegrama a su colega argentino en el que lo invitó a viajar a los Estados Unidos para recibir tratamiento médico. Sin embargo, Ortiz ya era consciente de que no había nada más que hacer.

### Renuncia
La salud del Presidente Ortiz empeoró progresivamente, quedando ciego completamente. Finalmente el 27 de junio de 1942 decide presentar su renuncia pronunciando las siguientes palabras:

Si he conservado mi investidura durante estos dos largos años ha sido porque tenía el convencimiento de que no estaban agotados los recursos para aliviar mi organismo, quebrantado por una larga dolencia [...] Dios no lo ha querido y acato su voluntad.

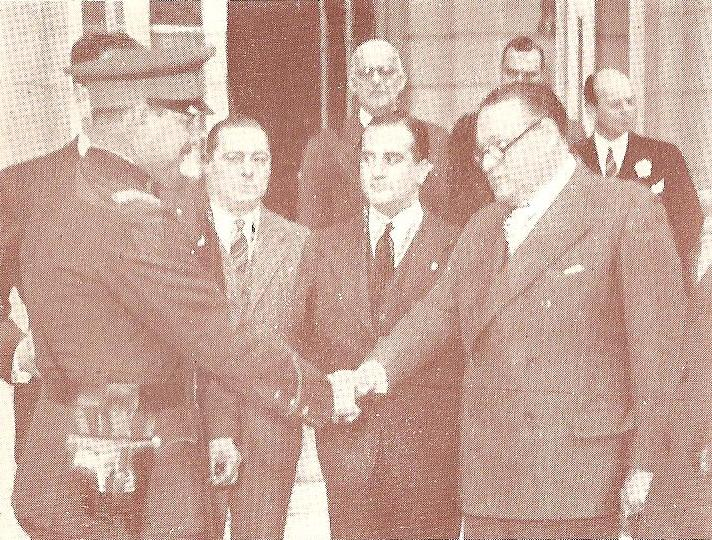
Ortiz se despide de uno de sus custodios, el día de su renuncia.

A pesar de haber llegado al poder en una elección fraudulenta, durante su corto gobierno Ortiz había avanzado, en distintas elecciones provinciales, en el combate de las prácticas delictivas con las que se sostenía en el poder la Concordancia, la coalición de radicales antipersonalistas y conservadores que él representaba. Su máximo gesto, en ese sentido, había sido la intervención en 1940 a la provincia de Buenos Aires que gobernaba el conservador Manuel Fresco. 
Ortiz dejó ese mismo día el palacio presidencial de la calle Suipacha para volver a su departamento de Callao entre Córdoba y Paraguay. Con el ascenso de Castillo al poder, el fraude como elemento de la vida política nacional, había vuelto en toda su dimensión.

### Fallecimiento

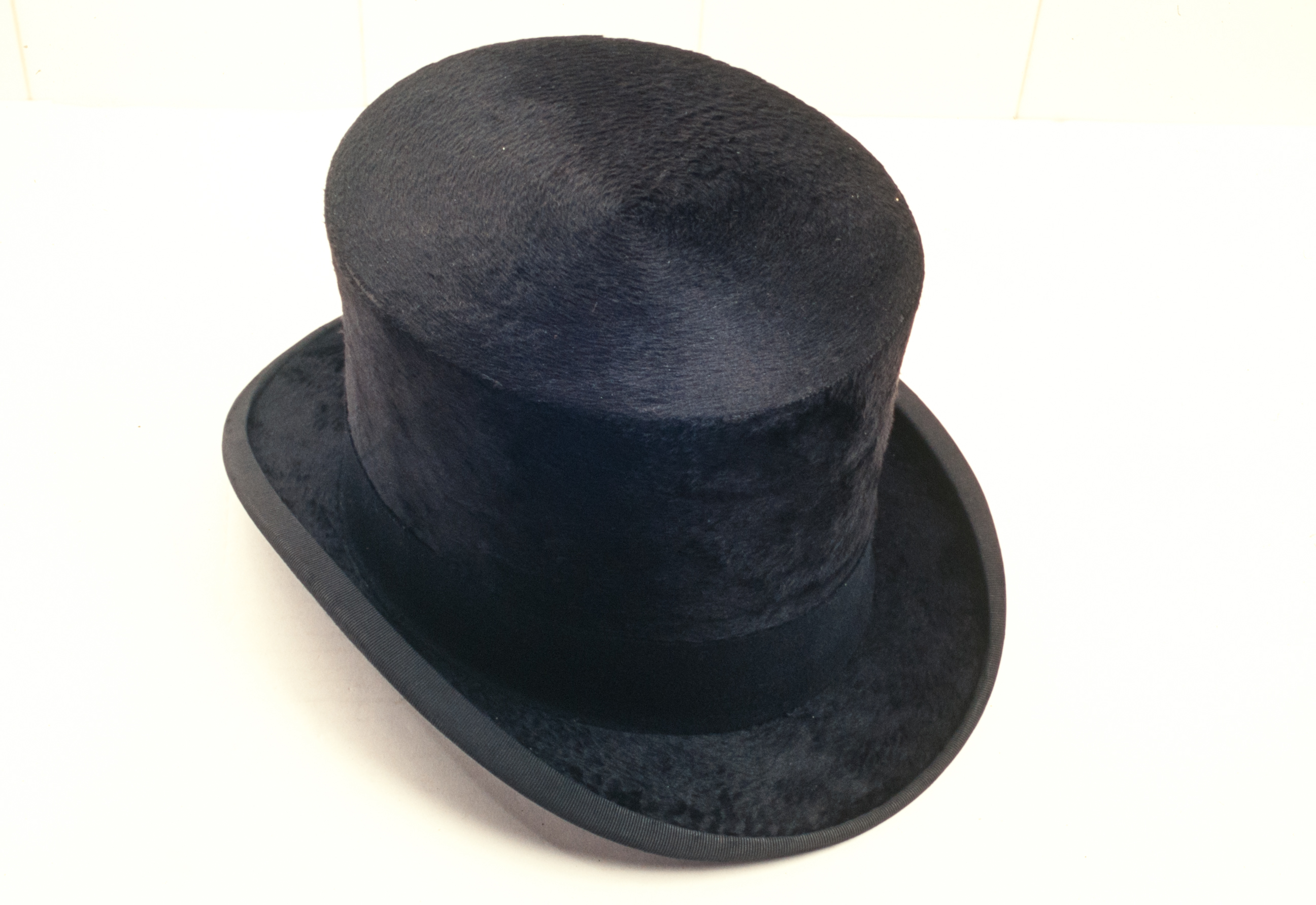
Galera del presidente Ortiz que se expone en el Museo del Bicentenario.

Finalmente el 15 de julio de 1942, tan solo 18 días después de su renuncia, Roberto Marcelino Ortiz fue trasladado nuevamente a la residencia presidencial, de la calle Suipacha N° 1032, falleciendo por una complicación pulmonar. Posteriormente, la residencia se convertiría en la  actual sede de la Conferencia Episcopal Argentina, ubicada en el centro histórico de la Ciudad de Buenos Aires.

## Distinciones y Condecoraciones

Escudo de armas de Roberto Marcelino Ortiz como caballero de la Orden de Isabel la Católica.

- :  Collar de la Orden de Isabel la Católica ( 15 de febrero de 1940 )
- :  Gran Cruz con Collar de la Orden de la Rosa Blanca ( 1940 )